# Silberbarbe
Die Silberbarbe (auch Javabarbe, Barbonymus gonionotus) ist ein mittelgroßer Karpfenfisch aus Indochina. Sie wird auf Englisch auch Silver Barb oder Thai Silver Barb genannt, heißt in Bangladesch Thai Sharputi, in Indonesien  Keputihan,  Pla Ta Pien Khao (thailändisch ปลาตะเพียนขาว) in Thailand und in Malaysia Tawes, Lawak, Lampam Jawa oder  Lalawak.

## Beschreibung
Silberbarben zeichnen sich durch eine intensive Silberfärbung am ganzen Körper aus, die Rückenpartie kann goldbraun oder hellblau gefärbt sein. Die Rücken- und Bauchflossen sind gelb und grau, die Afterflosse hellorange. Die Flossenspitzen können manchmal rot sein. Der robuste rhombusartige Körper ist stark komprimiert, der Rücken gebogen. Der Fisch besitzt eine kleine Kopfpartie und ein spitz zulaufendes Maul. Die Barteln sind nur noch rudimentär. 
Seine Flossenformel lautet: Dorsale 8-8, Anale 6-7.
Die Fische werden unter den meisten Umweltbedingungen nur etwa 40 Zentimeter groß, in Ausnahmefällen jedoch weitaus größer. Im Teak Tree Lake in  Thailand wurde ein  2,80 Kilogramm schweres Exemplar gefangen und in Malaysia sogar Exemplare von 13 Kilogramm Gewicht und einer Körperlänge von etwa 90 Zentimetern.

## Verbreitung
Barbonymus gonionotus ist in Thailand, Laos, Vietnam, Kambodscha, Malaysia, Singapur und Indonesien: Sumatra, Java und Borneo weit verbreitet. Das Hauptverbreitungsgebiet ist das Flussbecken des Mae Nam Chao Phraya und des Mekong. Im Mekong lebt die Fischart vom thailändischen Chiang Kong bis in die Brackwasserzone des Mekong-Deltas. Darüber hinaus wurde die Javabarbe in zahlreichen asiatischen Ländern wie Bangladesch, den Fidschi-Inseln, Myanmar, Philippinen und Indien eingeführt.

## Lebensweise
Die in Schwärmen auftretende Silberbarbe bevorzugt tropische Ströme, Flüsse und Seen mit einer Wassertemperatur von 22 bis 28 °C. 
Er bevorzugt das Mittelwasser oder hält sich in größeren Tiefen am Grund auf. Bei seiner Nahrungssuche wandert er auch auf Überschwemmungsauen, überschwemmte Galeriewälder während der Regenzeit und in Staubecken. Dabei bevorzugt er stehendes Wasser gegenüber schnellströmenden. 
Seine Nahrung setzt sich aus Pflanzenresten wie Blättern von beispielsweise Ipomea reptans und Hydrilla oder Kleintieren zusammen. B. gonionotus gilt als Wanderfisch, der allerdings keine sehr großen Distanzen wie andere Fischarten im Mekong überwindet. Es sind lokale Wanderzüge in Nebenflüsse und Kanäle des Hauptstroms bei Hochwasser, fällt der Wasserspiegel so ziehen sich Silberbarben wieder in den Hauptstrom zurück. Eingeführte Fische, die aus bewirtschafteten Teichen entkommen, können sich häufig schnell in Wildgewässern vermehren, so wie es auf einigen südostasiatischen Inseln geschehen ist.

## Nutzen
Die Silberbarbe ist ein Sportfisch für Angler  und Speisefisch. Nach Zermahlen der kleinen Gräten wird der frisch zubereitete Fisch als Lap Pa oder gegrillt als Som Pa auf lokalen Märkten verkauft. Oftmals in stark zugewucherten Stauseen werden Javabarben zur Vertilgung von Wasserpflanzen eingesetzt. In Bangladesch wurde die Art aus Thailand eingeführt und etablierte sich in der Aquakultur. Auch in Kambodscha wurden Untersuchungen angestellt, um die Produktivität von Barbonymus gonionotus in der kleinbäuerlichen Teichwirtschaft zu steigern.
Javabarben können auch in Aquarien gehalten werden.